# Стефан Стефанов (актьор)
Вижте пояснителната страница за други личности с името Стефан Стефанов.
Стефан Владиславов Стефанов (роден на 19 юли 1936 г.) е български актьор.

## Образование
Завършил е ВИТИЗ „Кръстьо Сарафов“.

## Телевизионен театър
- „Учителят“ (1989) (от Ст. Л. Костов, реж. Емил Капудалиев)
- „Нощта на славеите“ (1985) (В. Ежов)
- „Дом за утре“ (1984) (Младен Денев)
- „Кристалната пантофка“ (1965) (Тамара Габе)

## Кариера на озвучаващ актьор
Стефанов се занимава с озвучаване на филми и сериали от 1966 г. Едни от първите сериали, за които е дал гласа си през 70-те години, са „Ум белият делфин“ и „Богат, беден“. Сред някои от другите сериали с негово участие са „Шоуто на Бени Хил“, „Бар Наздраве“, „Дързост и красота“, „Какво ще кажат хората“ (сезони 2–3), „Досиетата Х“ (дублаж на БНТ), „Военна прокуратура“ (първи дублаж на студио Доли), „Смешно отделение“, „Паднал от Марс“, „Експериментът“, както и анимационните „Семейство Симпсън“ (дублаж на БНТ), „Мариан Първа“, „Батман: Анимационният сериал“, „Покемон“ и „Домът на Фостър за въображаеми приятели“. Озвучава и в латиноамерикански сериали като „Дивата Роза“, „Срещу съдбата“, „Вдовицата в бяло“ и „Индия - любовна история“ (дублаж на БНТ), както и в европейските сериали „Дамата с воала“ и „Шест сестри“.
Също така озвучава в синхронните дублажи на филмите „Спящата красавица“, „Книга за джунглата“, „УОЛ-И“, „Мечо Пух“, „Колите 2“, „Емоджи: Филмът“ и много други.
На 21 декември 2016 г. му е връчена наградата Дубларт за цялостен принос от Гилдията на актьорите, работещи в дублажа.
| Актьор            | Заглавия | Роли                                                                 |
| ----------------- | --- | -------------------------------------------------------------------- |
| Денъм Елиът       | Похитителите на изчезналия кивот (дублаж на БНТ) Индиана Джоунс и последният кръстоносен поход (дублаж на БНТ) | Д-р Маркъс Броуди                                                    |
| Джак Паланс       | Батман (първи дублаж на БНТ и дублаж на bTV) Танго и Кеш (дублаж на Брайт Айдиас) Зоната на здрача: Изгубените класически творби на Род Сърлинг | Карл Грисъм Ив Перет Д-р Джеръми Уитън                               |
| Джеймс Бролин     | Похитителите на изчезналия град (дублаж на студио Доли) Баз Светлинна година | Джон Кубиак Зърг / Стар Баз                                          |
| Джон Клийз        | Книга за джунглата (дублаж на Мулти Видео Център) Мечо Пух | Д-р Джулиъс Плъмфорд Разказвач                                       |
| Кевин Конрой      | Бар Наздраве (във втория му епизод е Кристиян Фоков) Батман: Рицарят на Готъм Justice League Action | Дарил Мийд Брус Уейн/Батман                                          |
| Кенет Уилямс      | Давай, докторе Хайде, вдигнете полите Давай, Хенри Давай, Дик | Д-р Кенет Тинкъл Каси от Калабар Томас Кромуел Капитан Дезмънд Фанси |
| Кланси Браун      | Отчаяно спасение: Историята на Кати Махоун Желанието на Анабел | Дейв Шателиър Шерифът                                                |
| Майкъл Джитър     | Танго и Кеш (дублаж на Брайт Айдиас) Откупът на червения вожд | Скинър Бил Дрискол                                                   |
| Мич Пиледжи       | Досиетата Х (дублаж на БНТ) Досиетата Х (филм, дублаж на БНТ) | Уолтър Скинър                                                        |
| Рино Романо       | Батман (дублаж на bTV) Батман срещу Дракула | Брус Уейн/Батман                                                     |
| Сиймур Касел      | Преследвачите Бар за безделници | Сийми Бог Чичо Ал                                                    |
| Силвестър Сталоун | Капоне Кобра (дублаж на Брайт Айдиас) | Франк Нити Лейтенант Мариън „Кобра“ Кобрети                          |
| Том Кейн          | Домът на Фостър за въображаеми приятели Междузвездни войни: Войните на клонираните | Г-н Херимън Диктор                                                   |
| Франк Уелкър      | Скуби-Ду и Кралят на гоблините (дублаж на студио Доли) Скуби-Ду: Легенда за Фантозавъра Скуби-Ду: Призрачна Коледа Скуби-Ду: Игрите на страха На върха Скуби-Ду! Скуби-Ду: Маската на Синия сокол (дублаж на студио Доли) Скуби-Ду: Сценична треска (дублаж на студио Доли) Скуби-Ду: Заплахата на робо-помияра Скуби-Ду и мистерията на Кеч Мания Скуби-Ду: Франкенстрашно | Скуби-Ду                                                             |
| Фред Уилард       | УОЛ-И Скуби-Ду: Легенда за Фантозавъра Самолети: Спасителен отряд | Шелби Фортрайт Г-н Хъбли Министър на вътрешните работи               |

## Филмография
| Година | Филми и Сериали                         | Серии | Копродукции                                                | Роля                                                |
| ------ | --------------------------------------- | ----- | ---------------------------------------------------------- | --------------------------------------------------- |
| 1999   | Клиника на третия етаж                  | 35    |                                                            | майорът (през 1999)                                 |
| 1997   | 14 целувки                              |       |                                                            |                                                     |
| 1988   | Мера според мера                        | 7     |                                                            | Христо Силянов                                      |
| 1983   | Семейство Карастоянови („Карастояновы“) | 4     | СССР/България                                              |                                                     |
| 1981   | Мера според мера                        | 3     |                                                            | Христо Силянов                                      |
| 1979   | Кръвта остава                           |       |                                                            |                                                     |
| 1977   | Войници на свободата                    | 4     | СССР, България, Унгария, ГДР, Полша, Румъния, Чехословакия | (като С. Стефанов в 1 серия: I)                     |
| 1976   | Етюд за осата                           |       |                                                            | Маринов                                             |
| 1976   | Пет чужди дни                           |       |                                                            | Иван                                                |
| 1974   | Синята лампа                            | 10    |                                                            | д-р Радоев, престъпника (във 2 серия: „Рожден ден“) |
| 1972   | Кръгове на обичта                       |       |                                                            | Васил                                               |
| 1969   | Синовете на правдата                    |       |                                                            |                                                     |